# 영암해남기업도시
영암해남기업도시는 영암군과 해남군에 들어선 기업도시이다. 솔라시도(Solaseado)라고도 부른다.